# Amyloid
Amyloid är olösliga fiberlika proteinaggregat med vissa gemensamma egenskaper. Amyloid uppkommer från ett antal felveckade varianter av proteiner och polypeptider som naturligt förekommer i kroppen. Onormal förekomst av amyloid i vävnader hör ihop med olika sjukdomar, bland annat den grupp av sjukdomar som kallas amyloidos.
Namnet kommer från amylum, det latinska namnet för stärkelse, eftersom man ursprungligen (baserat på infärgning och studier i mikroskop) trodde att de upplagrade ämnena utgjordes av kolhydrater.

## Struktur
All amyloid utgörs av en fibrill som består av ett protein, där de enskilda proteinmolekylerna ligger vinkelrätt mot fibrillriktningen, och där vätebindningar mellan molekylerna ger amyloidfibrillen stabilitet. Därutöver har de flesta amyloider en betaflak-struktur. Sammantaget ger detta amyloidfibrillen stor motståndskraft mot de proteolytiska nedbrytningsmekanismer som finns i kroppen.

## Förekomst
De amyloider som förekommer i samband med sjukdom kan indelas i två grupper: de som ger upphov till amyloidsyndrom, exempelvis olika former av familjär amyloidos, och de där amyloidförekomsten är en markör för en annan sjukdom. Till den sista gruppen hör Alzheimers sjukdom, prionsjukdomar och typ 2-diabetes. Inom denna kategori av sjukdomar är det i många fall inte helt klarlagt hur amyloidförekomsten hör ihop med sjukdomen, eller i detalj hur amyloiden bildas.
Det finns också icke-patologiska amyloider, som inte hör ihop med sjukdomar, i en del organismer.